# Secret Wars
Marvel Super Heroes Secret Wars, també dit Secret Wars, és un còmic crossover estatunidenc de dotze números publicat de maig de 1984 a abril de 1985 per Marvel Comics. Va ser escrit per Jim Shooter amb art de Mike Zeck i Bob Layton. Tenia relació amb la línia de joguines del mateix nom de Mattel.

## Història de la publicació
La sèrie va ser concebuda per l'editor en cap (Jim Shooter) de Marvel Comics a l'onzè número de la revista de notícies Marvel Age, publicada el febrer de 1984; en una columna de notícies anunciaria la sèrie com Cosmic Champions. Un mes més tard, el dotzè número de Marvel Age incloïa una història de portada sobre la sèrie (ara amb el títol revisat deSecret Wars).
Shooter va afirmar:
| « | Kenner tenia els herois de DC, i Mattel tenien He-Man, però volia cobrir el buit en cas que els superherois fossin la següent gran moda. Estaven interessats en els personatges de Marvel, però només si escenificàvem un esdeveniment editorial que cridés molt l'atenció i es construïa una temàtica al voltant. Els fans, especialment els més joves em suggerien "una gran història amb tots els herois i dolents en ella", així que vaig proposar això. | » |

Shooter va explicar també el toc Mattel de la sèrie:
| « | Vam mirar moltes idees de noms per a la sèrie i la línia de joguines. Les proves del grup especialitzat de Mattel indicaven que els nens reaccionaven positivament a paraules com 'wars' (guerres) i 'secret'. D'acord. Mattel tenia certs requisits. Doctor Doom, diuen, sembla massa medieval. La seva armadura hauria de tenir més tecnologia d'última generació. Llavors la d'Iron Man també, perquè les proves del grup especialitzat de Mattel deien que els nens reaccionaven positivament... etc. D'acord. També van dir que havia d'haver noves fortaleses, vehicles, i armes perquè volien fer jocs de joguines, marxandatge més car i valor afegit a les joguines. Perfecte. Quan va arribar l'hora de fer-ho, me'n vaig adonar que només jo ho podia escriure. | » |

Els títols que van participar en el crossover inclouen The Amazing Spider-Man núm. 251–252, The Avengers núm. 242–243, Captain America núm. 292, The Incredible Hulk núm. 294–295, Iron Man núm. 181–183, The Thing núm. 10–22, Fantastic Four núm. 265, Marvel Team-Up núm. 141, Thor núm. 341 i 383, The Uncanny X-Men núm. 178–181,

## Resum de l'argument
Una entitat còsmica dita el Beyonder observa l'univers principal de Marvel. Fascinat per la presència de superherois a la Terra i pel seu potencial, aquesta entitat tria un grup de superherois i un altre de superdolents i els teleporta contra la seva voluntat a un "Battleworld"; un planeta creat pel Beyonder en una galàxia llunyana. Aquest món ha estat proveït també amb armes alienígenes i tecnologia. El Beyonder llavors declara: "Sóc del més enllà! Mateu els vostres enemics i tot el que desitgeu serà vostre! Res del que somieu m'és impossible d'aconseguir!"
Els herois que apareixien eren els Avengers (el Capità Amèrica, Monica Rambeau, Hawkeye (Clint Barton), Iron Man (James Rhodes), She-Hulk, Thor, i la Vespa); tres membres de Els Quatre Fantàstics (la Torxa Humana, Reed Richards, i La Cosa); herois solitaris (Spider-Man, Spider-Woman (Julia Carpenter), i el Hulk); i l'equip mutant X-Men (Colossus, Cyclops, Nightcrawler, Professor X, Rogue, Storm, Wolverine, i Lockheed el Drac). Magneto també apareix com a heroi, però de seguida torna a anar per lliure quan els Venjadors qüestionen la seva presència. El còmic de 2015 Deadpool's Secret Secret Wars va revelar que Deadpool també era un dels herois involucrats en la història, però resulta que la Vespa va fer que els altres personatges oblidessin la seva participació.
Els dolents inclouen Absorbing Man, Doctor Doom, Doctor Octopus, Enchantress, Kang the Conqueror, Klaw, Lizard, Molecule Man, Titania, Ultron, Volcana, i el Wrecking Crew. L'entitat còsmica Galactus també apareix com un dolent que de seguida torna a anar per lliure.
Els herois (els X-Men opten per seguir sent una unitat separada) i els dolents van tenir diverses escaramusses. Hi ha diversos fets destacables a la sèrie: les dolentes Titania i Volcana són creades; la segona Spider-Woman, Julia Carpenter, és introduïda; Spider-Man troba i porta la disfressa negra (en la història inspirada per la disfressa de Carpenter) per primera vegada, inicialment sense saber que en realitat és un alienígena simbiont (el simbiont acabaria unint-se amb el periodista Eddie Brock, donant llum al dolent dit Venom); Doctor Doom li lleva temporalment els poders al Beyonder; havent-se enamorat de la sanadora alienígena Zsaji (que sacrifica la seva vida a Battleworld per salvar els herois), el mutant Colossus posa fi a la seva relació romàntica amb una desconsolada Kitty Pryde; i la Cosa guanya l'habilitat per a revertir a la seva forma humana original a voluntat, i decideix romandre enrere a Battleworld i explorar la galàxia durant un any, amb She-Hulk incorporant-se temporalment als Quatre Fantàstics com a substituta.
Els propers números de les sèries lliguen amb Secret Wars, els personatges apareixen just on els havien deixat (havent tornat d'eixe planeta llunyà). Diversos desenvolupaments que s'inclouen són: La Cosa sent reemplaçat per She-Hulk en els FF, Spider-Man té una nova disfressa, i el Hulk té una cama ferida i el seu costat salvatge torna a aparèixer (per a culminar en un inarticulat Hulk a núm.299-300).